# Forêt de la Matte
La forêt de la Matte est une forêt de pins sylvestres située au bord du lac de Matemale, dans la partie orientale du massif des Pyrénées, en France.

## Géographie

### Situation
La forêt de la Matte est située dans le Capcir, un haut plateau de la partie nord-orientale des Pyrénées, dans le département français des Pyrénées-Orientales, constitué par la partie la plus en amont de la haute vallée de l'Aude. Elle s'étend essentiellement sur les communes des Angles et de Matemale, avec une petite partie sur Formiguères entre, 1 530 et 1 570 mètres d'altitude.

### Géologie et relief
Bien que située au cœur du massif montagneux des Pyrénées et entourée de hauts sommets, la forêt de la Matte se trouve dans une haute vallée et bénéficie d'un relief quasiment plat.

## Ressources naturelles

### Faune
La foret de la Matte est notable par la présence de cinq espèces animales : quatre insectes et un reptile.
- Le lézard vivipare ;
- Ampedus balteatus, une espèce de taupin que l'on trouve dans les forêts de pins ;
- Dendrophagus crenatus
- Pytho depressus
- Tetratoma ancora

### Zone naturelle
La forêt de la Matte fait partie du parc naturel régional des Pyrénées catalanes. Elle est protégée en tant que zone naturelle d'intérêt écologique, faunistique et floristique (ZNIEFF) de type 1.